# Zeppelin C.II
Lo Zeppelin C.II fu un aereo da ricognizione monomotore biplano sviluppato dall'azienda aeronautica tedesco imperiale Luftschiffbau Zeppelin GmbH nei tardi anni dieci del XX secolo.
Impiegato inizialmente nei reparti della Luftstreitkräfte, la componente aerea dell'esercito imperiale tedesco, durante le ultime fasi della prima guerra mondiale, al termine del conflitto venne ceduto alla Svizzera dove rimase in servizio con l'aviazione dell'esercito fino al 1928.

## Storia del progetto
Come risultato della veloce evoluzione dell'arma aerea durante tutta la prima guerra mondiale, durante la quale entrambe le contrapposte forze delle nazioni della Triplice intesa e degli Imperi centrali riuscirono a sviluppare aerei sempre più avanzati, all'inizio del 1917, l'Idflieg esortava le aziende aeronautiche a sviluppare nuovi modelli in grado di raggiungere prestazioni superiori a quelle fornite dai velivoli già in servizio nei reparti della Luftstreitkräfte.
In quest'ambito anche la Zeppelin avviò lo sviluppo di un nuovo modello C-Typ, ovvero della classe appartenente ai velivoli biposto armati di una mitragliatrice difensiva e destinati alla ricognizione aerea. Paul Jaray, a capo dell'ufficio tecnico dell'azienda, progettò un velivolo dall'aspetto convenzionale, evoluzione del precedente Zeppelin C.I rimasto allo stadio di prototipo: un biplano monomotore in configurazione traente con carrello fisso.
Il prototipo, realizzato presso lo stabilimento di Friedrichshafen, venne portato in volo nel corso del 1917, quindi proposto alla commissione esaminatrice dell'Idlefig ottenendo l'approvazione alla produzione in serie che iniziò quello stesso anno. Nell'inverno tra il 1917 ed il 1918 risultano costruiti sei esemplari con la produzione interrotta a venti unità causa il termine del conflitto.

## Tecnica
Lo Zeppelin C.II era un velivolo dall'aspetto convenzionale che riproponeva l'impostazione del suo predecessore C.I e di quella della maggior parte dei pari ruolo che vennero sviluppati nel periodo: monomotore in configurazione traente con cellula biposto in tandem, velatura biplana e carrello fisso.
La fusoliera, realizzata con una struttura in legno ricoperta da pannelli sagomati in compensato e tela trattata, adottava lo schema classico dei due abitacoli distinti posti in tandem, entrambi dotati di parabrezza, l'anteriore destinato al pilota ed il posteriore, dotato di supporto ad anello per una mitragliatrice difensiva, all'osservatore con funzioni anche di mitragliere. Posteriormente terminava in un impennaggio cruciforme monoderiva caratterizzato dall'elemento verticale dalla forma triangolare ad angoli smussati che si estendeva al di sotto della coda e da quello orizzontale di generose dimensioni e dotato di un singolo equilibratore che si estendeva oltre la fine della coda. Entrambe le superfici di controllo erano di costruzione metallica.
La velatura era biplana, con le ali realizzate con struttura lignea ricoperta da tela verniciata, la superiore posizionata alta a parasole collegata con la fusoliera tramite un traliccio tubolare centrale e con l'inferiore, collocata bassa sulla fusoliera, tramite una coppia di montanti interalari "a V" che presentavano una parziale carenatura in prossimità del vertice inferiore.
Il carrello d'atterraggio era fisso, un semplice biciclo anteriore realizzato in traliccio tubolare posto sotto la fusoliera, dotato di ruote collegate tra loro da un assale rigido ed integrato posteriormente da un pattino d'appoggio.
La propulsione era affidata ad un motore Maybach Mb.IV, un sei cilindri in linea raffreddato a liquido in grado di erogare una potenza pari a 240 PS (176 kW), posizionato all'apice anteriore della fusoliera completamente carenato ed abbinato ad un'elica bipala lignea a passo fisso dotata di protezione ogivale sul mozzo.

## Impiego operativo
Gli Zeppelin C.II iniziarono ad essere consegnati ai reparti da ricognizione aerea della Luftstreitkräfte tra la fine del 1917 e l'inizio del 1918 operando fino al termine del conflitto.
Benché le clausole del trattato prevedessero la distruzione degli esemplari sopravvissuti, le autorità di controllo permisero la cessione sotto tacito accordo alla Svizzera che in quel periodo era intenzionata ad espandere la propria flotta aerea. Nel 1920 risultano presi in carico 19 esemplari, in due distinti lotti da 12 e 7 unità ciascuno.
Il modello venne quindi utilizzato dai reparti aerei (Fliegertruppe) dell'Esercito svizzero, particolarmente apprezzato dai suoi equipaggi, rimanendo in servizio fino al 1927.

## Utilizzatori
Germania
- Luftstreitkräfte

 Svizzera
- Esercito svizzero

### Pubblicazioni
- (DE) Hugo Freudiger, Schweizer Luftwaffe - Militärische Kennungen (PDF), in Forze aeree svizzere, 18 novembre 2013. URL consultato il 29 novembre 2013 (archiviato dall'url originale il 3 dicembre 2013).